# Carmen Lomana
María del Carmen Fernández de Lomana Gutiérrez, nota smplicemente come Carmen Lomana (León, 1º agosto 1948), è un'imprenditrice spagnola, vedova del designer industriale cileno Guillermo Capdevila.

## Vita
È la prima di otto figli del banchiere basco-francese Heliodoro Carmelo Fernández de Lomana y Perelétegui e dell'aristocratica asturiano-leonesa di radici cubane María Josefa Gutiérrez-García y Fernández-Getino. Studiò filosofia a Londra e lavorò per il Banco de Bilbao e il Banco de Santander.

## Apparizioni televisive
- Dando la nota (2012), Antena 3
- Las joyas de la corona (2010), Telecinco
- Sálvame (2010), Telecinco
- ¡Más que baile! (2010), Telecinco
- Deluxe (2009-2010), Telecinco
- Paz en la tierra (2009), Canal Sur
- Ratones coloraos (2009), Canal Sur
- Sé lo que hicisteis... (2009), LaSexta
- Comando actualidad (2009), TVE
- Punto DOC (2008), Antena 3